# Ura-Harajuku
Ura-Harajuku (裏原宿?), spesso abbreviato in Ura-Hara, è una zona del distretto Harajuku di Tokyo, in Giappone, composta indicativamente dalle strade laterali perpendicolari al viale principale Omotesandō ed estesa per due isolati.
Il nome è composto dal termine Ura (裏?), che in giapponese significa dietro o sotto, indicando quindi la zona come le strade secondarie di Harajuku o più simbolicamente come la Harajuku nascosta; un riferimento alla sua cultura tipicamente underground, in contrasto alla frenetica e rumorosa Harajuku centrale. Si contrappone quindi a Omotesandō, in cui Omote (表?) significa sopra.
Principalmente pedonale, oggi Ura-Harajuku ospita numerosi negozi di abbigliamento, bar e ristoranti. L'area è attraversata da Cat Street, strada che collega Harajuku e Shibuya e culla della moda street giapponese.

## Cultura
Nel corso degli anni novanta la zona ha dato luogo a un movimento culturale di giovani designer e boutique indipendenti che interessò la cultura e la moda giovanile maschile giapponese e contribuì all'affermazione e allo sviluppo della moda streetwear globale.
Ura-Hara come movimento nacque con l'interesse crescente dei giovani giapponesi per le sottoculture occidentali come hip hop, punk, skateboard, graffiti e sneaker, tanto nella moda quanto nella musica. I giovani, prettamente maschi, cominciarono quindi a promuovere uno stile casual, vintage e underground e i designer del luogo, partendo dai capi occidentali, iniziarono a produrre pezzi fatti a mano e personalizzati, sviluppando i propri marchi e aprendo le proprie boutique. Locali notturni, negozi, riviste e un intero stile di abbigliamento cominciarono a rappresentare una comunità.
I pionieri del movimento vengono considerati Hiroshi Fujiwara, spesso indicato come il Padrino di Harajuku, e i suoi frequenti collaboratori Tomoaki "Nigo" Nagao e Jun "Jonio" Takahashi. Questi ultimi aprirono nel 1993 la boutique Nowhere, dove fondarono rispettivamente A Bathing Ape e Undercover, considerati i maggiori brand streetwear giapponesi. Tra gli altri marchi di spessore caratteristici di Ura-Hara si contano Goodenough di Fujiwara (1990), Neighborhood di Shinsuke Takizawa (1994), Bounty Hunter di Hikaru Iwanaga (1995) e WTAPS di Tetsu Nishiyama (1996), oltre ai precedentemente fondati Hysteric Glamour di Nobuhiko Kitamura e Goro's di Goro Takahashi. I brand venivano pubblicizzati da riviste nazionali come Takarajima, Smart, Cutie, Asayan, Boon e Relax.
Verso la fine degli anni novanta la scena Ura-Hara acquisì rilevanza nazionale e si cominciò a indicare lo stile del luogo con il termine Urahara-kei, caratterizzato da magliette con stampe, capi in denim, giacche mimetiche, vestiti baggy, sneaker e abbigliamento skater. L'incredibile esclusività dei pezzi di Ura-Hara e i loro prezzi elevati risultarono in un successo commerciale e, con l'arrivo degli anni duemila, i brand cominciarono ad espandersi e a svilupparsi in direzioni diverse, sbarcando all'estero.